# Obras de Antoni Gaudí (Patrimonio de la Humanidad)
Obras de Antonio Gaudí es una categoría de la Unesco que declara como Patrimonio de la Humanidad a un conjunto de siete edificaciones de dicho arquitecto situadas en la provincia de Barcelona, España. Inicialmente, se declaró Patrimonio de la Humanidad al «Parque Güell, Palacio Güell y Casa Milà en Barcelona» (1984), pero se decidió ampliar en el año 2005 a otras cuatro edificaciones diseñadas por Antonio Gaudí, pasando a llamarse Obras de Antonio Gaudí. Todas ellas, según considera la Unesco, «testifican la excepcional contribución creativa de Gaudí al desarrollo de la arquitectura y tecnología constructiva de finales del siglo XIX y principios del XX». La mayoría de obras realizadas por Gaudí son edificios de estilo modernista que se encuentran en Barcelona capital o en sus alrededores, aunque también proyectó algunos edificios en otros lugares de España.
Los siete edificios declarados Patrimonio de la Humanidad son:
| Código  | Nombre                                                 | Año inscripción | Localización             | Área  | Área tampón | Coordenadas                                    | Imagen |
| ------- | ------------------------------------------------------ | --------------- | ------------------------ | ----- | ----------- | ---------------------------------------------- | ------ |
| 320-001 | Parque Güell                                           | 1984            | Barcelona                | 10,79 | 9,74        | 41°24′59.6″N 2°09′07.7″E / 41.416556, 2.152139 |        |
| 320-002 | Palacio Güell                                          | 1984            | Barcelona                | 0,17  | 3,66        | 41°22′50.5″N 2°10′30.6″E / 41.380694, 2.175167 |        |
| 320-003 | Casa Milà                                              | 1984            | Barcelona                | 0,5   | 11,17       | 41°23′51.3″N 2°09′46.9″E / 41.397583, 2.163028 |        |
| 320-004 | Casa Vicens                                            | 2005            | Barcelona                | 0,12  | 4,23        | 41°22′50.5″N 2°10′30.6″E / 41.380694, 2.175167 |        |
| 320-005 | Fachada de la Natividad y cripta de la Sagrada Familia | 2005            | Barcelona                | 0,19  | 7,22        | 41°24′19.8″N 2°10′30.2″E / 41.405500, 2.175056 |        |
| 320-006 | Casa Batlló                                            | 2005            | Barcelona                | 0,46  | 1,02        | 41°22′00.3″N 2°09′59.0″E / 41.366750, 2.166389 |        |
| 320-007 | Cripta de la Colonia Güell                             | 2005            | Santa Coloma de Cervelló | 0,22  | 0,32        | 41°23′16″N 2°10′30″E / 41.38778, 2.17500       |        |